# Bothus mancus
Bothus mancus es una especie de pez de la familia Bothidae en el orden de los Pleuronectiformes.

## Apariencia
Bothus mancus está cubierto de manchas azuladas superficialmente como flores. Su máxima longitud es de unos 45 centímetros (18 pulgadas).. Tienen ambos ojos en la parte superior del lado izquierdo de la cabeza. Sus ojos se levantan con cortos movimientos como los platos de un radar, y pueden moverse en cualquier dirección de manera independiente el uno del otro. Esta característica les proporciona un amplio rango de vista. Un ojo puede mirar hacia adelante mientras el otro mira hacia atrás. Las crías tiene un ojo en cada lado de sus cuerpos como los peces ordinarios, y nadan como los otros peces, pero más tarde, al madurar, se desplaza el ojo derecho al lado izquierdo, y el pez comienzan a nadar de otra forma, esto les da la habilidad de acostarse en el fondo.

## Comportamiento

### Dieta
Son en su mayoría nocturnos, pero a veces también se activan durante el día. Cazan pequeños peces, cangrejos y camarones.
Reproducción
Esta especie se aparea a finales del invierno o comienzos de la primavera. Después que la hembra deposita entre dos y tres millones de huevos, los machos los fertilizan. Los huevos fecundados flotan cerca de la superficie transportados por las corrientes, y eclosionan en 15 días. Antes de la eclosión, los huevos se hunden hasta el fondo. En los próximos cuatro a seis meses los juveniles flotan en el océano abierto, a veces cientos de kilómetros desde el lugar de los huevos eclosionaron. Durante esos meses, el ojo derecho del pez inmaduro se mueve lentamente hacia el lado izquierdo.

### Cambio de color
Estos peces son maestros del camuflaje. Utilizan coloración críptica para evitar ser detectados tanto por las presas como los depredadores. Siempre que sea posible en lugar de nadar se arrastran en sus aletas en el sustrato, realizando un constante cambio de colores y patrones. En un estudio se demostró que tienen la capacidad de cambiar de color en tan sólo ocho segundos. Fueron incluso capaces de imitar el patrón de un tablero de ajedrez en el cual fueron colocados. El cambio de colores es un proceso extremadamente complejo y aun no bien explicado. Este cambio involucra la visión y las hormonas. Al camuflarse coinciden con los colores de la superficie por la liberación de diferentes pigmentos a la superficie de las células de la piel, dejando algunos de los glóbulos blancos por la supresión de los pigmentos. Si uno de sus ojos está dañado o cubierto por la arena, las platijas tienen dificultades en la adecuación de sus colores a su entorno. Cuando se ven afectados por depredadores, se entierran en la arena dejando solo sus ojos descubiertos.

## Distribución geográfica
Se encuentra desde las costas de Sudáfrica hasta Hawái, la isla de Pascua, el sur del Japón, la isla de Clipperton, Archipiélago de San Bernardo, Isla Tintipán en el Caribe Colombiano y las islas Cocos.

## Hábitat
Es un pez de mar. Se encuentran en su mayoría en las superficies del agua o en la profundidad sobre la arena. A veces se apoyan sobre pilas de corales muertos o rocas. Pueden encontrarse a una profundidad de 150 metros (490 pies).